# Рыба-кабан
Рыба-кабан, или рыба-кабан Ричардсона (лат. Pentaceros richardsoni), — вид лучепёрых рыб из семейства вепревых (Pentacerotidae). Распространены в умеренных водах  всех океанов Южного полушария. Максимальная длина тела 56 см.

## Таксономия и этимология
Впервые описан в 1844 году английским врачом, зоологом и естествоиспытателем Эндрю Смитом (1797—1872) по образцам из типового местообитания у Кейп-Пойнт. В течение длительного времени данный вид помещали в род Pseudopentaceros. Позднее на основании исследования скелета и мускулатуры было установлено, что Pseudopentaceros является синонимом Pentaceros. Видовое название дано в честь шотландского ботаника, врача, ихтиолога и естествоиспытателя Джона Ричардсона (1787—1865).

## Описание
Тело продолговатое, довольно высокое, сильно сжато с боков, покрыто мелкой ктеноидной чешуёй. Высота тела укладывается около трёх раз в стандартную длину тела. Голова умеренной длины (29—36 % стандартной длины тела), покрыта грубыми костями, исчерченными поперечными полосками. Профиль рыла прямой, но у крупных особей окончание рыла закругляется и принимает форму луковицы. Глаза умеренной величины, их диаметр в 3,1—4,2 раза меньше длины головы. Рот небольшой, немного косой. Зубы на обеих челюстях очень короткие, немного загнутые, расположены узкими рядами, сужающимися по бокам челюстей. Есть зубы на сошнике. На первой жаберной дуге 20—23 жаберных тычинок, из них 5—7 тычинок на верхней части дуги и 14—15 тычинок — на нижней части дуги. В спинном плавнике 14—15 жёстких и 8—9 мягких лучей. Основание колючей части плавника намного длиннее основания мягкой части. Четвёртый колючий луч самый высокий. Последний колючий луч короче мягких лучей. В анальном плавнике 4—5 колючих и 7—8 мягких лучей. Колючие лучи плавника направлены в разные стороны, могут убираться в бороздку; второй колючий луч самый длинный. Грудные плавники длинные, островершинные, с 17—18 мягкими лучами; верхние лучи намного длиннее нижних. Крупные брюшные плавники расположены позади грудных плавников, в них один сильный колючий и 5 мягких лучей. Хвостовой стебель короткий. Хвостовой плавник с небольшой выемкой. Боковая линия изгибается вверх над грудными плавниками, следует за верхним профилем тела, затем плавно понижается и проходит по середине хвостового стебля; в ней 70—89 чешуек. Позвонков 26.
Большая часть тела взрослых особей переливающегося тёмного стального голубого цвета. Нижняя часть тела и брюхо от серебристо-серого до серовато-зелёного цвета. Грудные и хвостовой плавники тёмные, брюшные плавники бледные. У молоди верхняя часть тела с бледными линиями и пятнами.
Максимальная длина тела 56 см.

## Биология
Морские придонные рыбы. Обитают над внешним краем шельфа и континентальным склоном на глубине до 1000 м. Часто встречаются в окрестностях подводных гор, хребтов и возвышенностей. Взрослые особи предпочитают глубоководные зоны, а молодь обнаружена даже у поверхности воды. В состав рациона входят оболочники, гребневики, медузы и креветки. Нерестятся в зимнее время.

## Ареал
Распространены в умеренных водах всех океанов Южного полушария. Тихий океан: южная Австралия, Новая Зеландия, южная оконечность Южной Америки (до мыса Горн). Индийский океан: восточное побережье Южной Африки. Атлантический океан: Китовый хребет, Западно-Капская провинция, острова Тристан-да-Кунья.

## Хозяйственное значение
Промысловая рыба. Мировой вылов в начале 1990-х годов превышал 1200 т. В 1990-е годы ловили преимущественно Украина и Россия. Промысел ведётся донными и придонно-пелагическими тралами. Мясо обладает высокими вкусовыми качествами.